# Họ Hoa tán
Họ Hoa tán (Umbelliferae) hay họ Cần tây (Apiaceae), có khi gọi là họ Cà rốt (cả hai tên gọi này đều được ICBN cho phép, nhưng tên gọi Apiaceae là mới hơn) là một họ của các loài thực vật thường là có mùi thơm với các thân cây rỗng, bao gồm các cây như mùi tây, cà rốt, thì là và các loài cây tương tự khác. Nó là một họ lớn với khoảng 430-440 chi và trên 3.700 loài đã biết. Tên gọi ban đầu Umbelliferae có nguồn gốc từ sự nở hoa trong dạng "tán" kép.
Các hoa nhỏ là đồng tâm với 5 đài hoa nhỏ, 5 cánh hoa và 5 nhị hoa.
Họ này có một số loài có độc tính cao, chẳng hạn như cây độc cần, là loài cây đã được sử dụng để hành hình Socrates và cũng được sử dụng để tẩm độc các đầu mũi tên. Nhưng họ này cũng chứa nhiều loại cây có ích lợi cao cho con người như cà rốt, mùi tây, ca rum và thì là. Nhiều loài cây trong họ này, chẳng hạn cà rốt hoang có các tính chất của estrogen (hooc môn sinh dục nữ), và được sử dụng trong y học truyền thống để kiểm soát sinh đẻ. Nổi tiếng nhất trong số loài cây dùng cho việc này là loài thì là khổng lồ đã tuyệt chủng, a ngụy (chi Ferula hay cụ thể là loài Ferula tingitana).
Các loài cây đáng chú ý là:
- Anethum graveolens - thì là (thìa là)
- Anthriscus cerefolium -  tế diệp cần
- Angelica spp. - đương quy, bạch chỉ
- Apium graveolens - cần tây
- Carum carvi - ca rum
- Centella asiatica - rau má mơ
- Conium maculatum - cần độc, sâm độc
- Coriandrum sativum - mùi ta, rau mùi
- Cuminum cyminum - thì là Ai Cập
- Daucus carota - cà rốt
- Eryngium foetidum - mùi tàu
- Foeniculum vulgare - tiểu hồi hương, tiểu hồi, thì là Trung Á, phê-nôn
- Myrrhis odorata - điềm một dược
- Oenanthe javanica - cần ta, cần nước
- Pastinaca sativa - củ cải vàng
- Petroselinum spp. - mùi tây
- Pimpinella anisum - tiểu hồi cần, anit
- Levisticum officinale - cần núi

## Phân loại

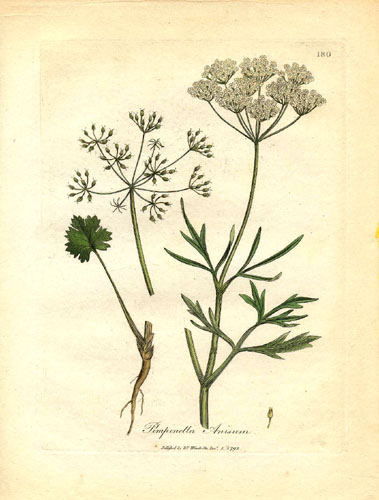
Cây (tiểu) hồi hương (Pimpinella anisum)
từ Medical botany by William Woodville. London, James Phillips, 1793

Bảng dưới đây liệt kê 442 chi theo APG II thuộc về họ này, được chia theo bốn phân họ như sau:
- Họ APIACEAE
  - Hermas: Có một số hỗ trợ cho vị trí là chị em của [Saniculoideae + Apioideae][1][2][3]
  - Klotzschia: Có thể thuộc Azorelloideae hoặc Apioideae hoặc trong trục chính ngay phía trên Azorelloideae[1]
  - Platysace: Vị trí trong Mackinlayoideae lấy theo Chandler & Plunkett 2004[4], nhưng có lẽ không chính xác; nó có thể là chị em với các thành viên khác của Apioideae (Henwood & Hart 2001[5]; Andersson và ctv., 2006[6]).
  - Apioideae: Khoảng 400 chi/3.200 loài
    - Aciphylla
    - Acronema
    - Adenosciadium
    - Aegokeras (bao gồm cả Olymposciadium)
    - Aegopodium
    - Aethusa
    - Aframmi
    - Afrocarum (bao gồm cả Baumiella)
    - Afroligusticum
    - Afrosison
    - Agasyllis
    - Agrocharis (bao gồm cả Caucaliopsis, Gynophyge)
    - Ainsworthia
    - Aletes
    - Alococarpum
    - Alposelinum
    - Ammi: cần ami
    - Ammiopsis
    - Ammodaucus
    - Ammoides
    - Ammoselinum
    - Anethum: thì là
    - Angelica (bao gồm cả Callisace, Coelopleurum, Gomphopetalum, Ostericum, Physolophium, Porphyroscias, Xanthogalum): Bạch chỉ, đương quy, tiền hồ.
    - Angelocarpa
    - Anginon (bao gồm cả Rhyticarpus)
    - Angoseseli (bao gồm cả Merinogyne)
    - Anisopoda
    - Anisosciadium
    - Anisotome
    - Annesorhiza
    - X Anthrichaerophyllum
    - Anthriscus: nga sâm
    - Aphanopleura
    - Apiastrum
    - Apium (bao gồm cả Helosciadium): cần tây, cần tàu.
    - Apodicarpum
    - Arafoe
    - Arcuatopterus
    - Arracacia (bao gồm cả Nematosciadium, Velaea)
    - Artedia
    - Asciadium
    - Astomaea (bao gồm cả Astoma, Astomatopsis)
    - Astrodaucus
    - Astydamia
    - Athamanta (bao gồm cả Bubon)
    - Aulacospermum
    - Austropeucedanum
    - Autumnalia
    - Azilia
    - Berula
    - Bifora
    - Bilacunaria
    - Bonannia
    - Bunium (bao gồm cả Buniella, Diaphycarpus, Wallrothia)
    - Bupleurum: sài hồ, búp rận
    - Cachrys
    - Calyptrosciadium
    - Capnophyllum (bao gồm cả Sclerosciadium)
    - Carlesia: sơn hồi hương
    - Caropsis (bao gồm cả Thorella)
    - Carum
    - Caucalis (bao gồm cả Ageomoron)
    - Cenolophium
    - Cephalopodium
    - Chaerophyllopsis
    - Chaerophyllum (bao gồm cả Chrysophae)
    - Chaetosciadium
    - Chamaele
    - Chamaesciadium
    - Chamaesium
    - Chamarea (bao gồm cả Schlechterosciadium)
    - Changium
    - Chlaenosciadium
    - Choritaenia
    - Chuanminshen
    - Chymsydia
    - Cicuta: độc cần
    - Cnidiocarpa
    - Cnidium: giần sàng, xà sàng
    - Coaxana
    - Conioselinum: sơn khung
    - Conium: độc sâm
    - Conopodium (bao gồm cả Butinia)
    - Coriandrum (bao gồm cả Coriandropsis, Keramocarpus): rau mùi, mùi, ngò, nguyên tuy.
    - Cortia
    - Cortiella
    - Cotopaxia
    - Coulterophytum
    - Coxella
    - Crithmum
    - Cryptotaenia (bao gồm cả Lereschia): áp nhị cần, an chi
    - Cuminum
    - Cyathoselinum
    - Cyclorhiza
    - Cyclospermum (bao gồm cả Ciclospermum)
    - Cymbocarpum
    - Cymopterus (bao gồm cả Aulospermum, Coloptera, Coriophyllus)
    - Cynosciadium
    - Dactylaea
    - Dasispermum (bao gồm cả Heteroptilis)
    - Daucosma
    - Daucus (bao gồm cả Pomelia): cà rốt
    - Demavendia
    - Dethawia
    - Dicyclophora
    - Dimorphosciadium
    - Diplolophium
    - Diplotaenia
    - Distichoselinum
    - Donnellsmithia (bao gồm cả Schiedophytum)
    - Dorema
    - Dracosciadium
    - Ducrosia
    - Dystaenia
    - Echinophora
    - Elaeoselinum
    - Elaeosticta (bao gồm cả Muretia)
    - Eleutherospermum
    - Enantiophylla
    - Endressia (bao gồm cả Leuceres)
    - Eremodaucus
    - Ergocarpon
    - Erigenia
    - Eriocycla (bao gồm cả Cremastosciadium, Petrosciadium)
    - Eriosynaphe
    - Erythroselinum
    - Eurytaenia
    - Exoacantha
    - Falcaria
    - Fergania
    - Ferula (bao gồm cả Buniotrinia, Euryangium, Merwia, Narthex, Schumannia, Scorodosma, Soranthus, Talassia)
    - Ferulago (bao gồm cả Lophosciadium)
    - Ferulopsis
    - Foeniculum: hồi hương, tiểu hồi hương, tiểu hồi
    - Frommia
    - Froriepia
    - Fuernrohria
    - Galagania (bao gồm cả Korovinia)
    - Geocaryum (bao gồm cả Balansaea, Biasolettia, Freyera)
    - Gingidia (bao gồm cả Gingidium)
    - Glaucosciadium
    - Glehnia (bao gồm cả Phellopterus): hải sa sâm, bắc sa sâm, liêu sa sâm
    - Glia
    - Glochidotheca (bao gồm cả Turgeniopsis)
    - Gongylosciadium
    - Grafia (bao gồm cả Hladnikia)
    - Grammosciadium
    - Guillonea
    - Halosciastrum
    - Haplosciadium
    - Haplosphaera
    - Harbouria
    - Harrysmithia
    - Haussknechtia
    - Hellenocarum
    - Heptaptera (bao gồm cả Colladonia)
    - Heracleum: vũ thảo, cần dại, độc hoạt
    - Heteromorpha
    - Heterosciadium
    - Hladnikia
    - Hohenackeria (bao gồm cả Keracia)
    - Horstrissea
    - Hyalolaena (bao gồm cả Hymenolyma)
    - Hymenolaena (bao gồm cả Renarda)
    - Imperatoria
    - Itasina (bao gồm cả Thunbergiella)
    - Johrenia
    - Johreniopsis
    - Kadenia
    - Kafirnigania
    - Kalakia
    - Kandaharia
    - Karatavia
    - Karnataka
    - Kedarnatha
    - Keraymonia
    - Kitagawia
    - Komarovia
    - Korshinskia
    - Kosopoljanskia
    - Kozlovia (bao gồm cả Albertia)
    - Krasnovia
    - Krubera
    - Kundmannia
    - Ladyginia (bao gồm cả Spongiosyndesmus)
    - Lagoecia
    - Lalldhwojia
    - Laser
    - Laserpitium (bao gồm cả Siler)
    - Lecokia
    - Ledebouriella
    - Lefebvrea
    - Leibergia
    - Leutea
    - Levisticum: âu đương quy
    - Lichtensteinia
    - Lignocarpa
    - Ligusticella
    - Ligusticopsis
    - Ligusticum: xuyên khung, cảo bản
    - Lilaeopsis (bao gồm cả Crantzia)
    - Limnosciadium
    - Lipskya
    - Lisaea
    - Lomatium (bao gồm cả Cogswellia, Cusickia, Cynomarathrum, Leptotaenia)
    - Lomatocarpa
    - Macrosciadium
    - Magadania
    - Magydaris
    - Malabaila
    - Mandenovia
    - Margotia
    - Marlothiella
    - Mastigosciadium
    - Mathiasella
    - Mediasia
    - Meeboldia
    - Melanosciadium
    - Melanoselinum
    - Merwiopsis
    - Meum
    - Microsciadium
    - Mogoltavia
    - Molopospermum
    - Monizia
    - Musineon
    - Myrrhidendron
    - Myrrhis
    - Myrrhoides (bao gồm cả Physocaulis)
    - Naufraga
    - Neoconopodium
    - Neogoezia
    - Neonelsonia
    - Neoparrya
    - Neoturczaninovia
    - Niphogeton (bao gồm cả Oreosciadium, Triphylleion, Urbanosciadium)
    - Nirarathamnos
    - Nothosmyrnium (bao gồm cả Macrochlaena)
    - Notiosciadium
    - Notopterygium: khương hoạt
    - Ochotia
    - Oedibasis
    - Oenanthe (bao gồm cả Actinanthus, Oenosciadium, Stephanorossia, Volkensiella): cần nước, cần ta, cần trâu, cần chỉ.
    - Oligocladus
    - Oliveria
    - Opopanax (bao gồm cả Crenosciadium)
    - Oreocome
    - Oreomyrrhis (bao gồm cả Caldasia)
    - Oreonana (bao gồm cả Drudeophytum)
    - Oreoschimperella (bao gồm cả Schimperella)
    - Oreoxis
    - Orlaya
    - Ormopterum
    - Ormosciadium
    - Ormosolenia
    - Orogenia
    - Osmorhiza (bao gồm cả Elleimataenia, Washingtonia): hương căn
    - Ottoa
    - Oxypolis (bao gồm cả Tiedemannia)
    - Pachyctenium
    - Pachypleurum (bao gồm cả Arpitium, Gaya): hậu lăng
    - Palimbia
    - Pancicia
    - Paraligusticum
    - Paraselinum
    - Parasilaus (bao gồm cả Scaphospermum)
    - Pastinaca: âu phòng phong
    - Pastinacopsis: băng phòng phong
    - Paulita (bao gồm cả Neopaulia, Paulia)
    - Pedinopetalum
    - Perideridia (bao gồm cả Eulophus, Podosciadium, Taeniopleurum)
    - Perissocoeleum
    - Petroedmondia
    - Petroselinum: mùi tây, âu cần, rau mùi tây, ngò
    - Peucedanum (bao gồm cả Cynorrhiza, Opoidea)
    - Phellolophium
    - Phlojodicarpus
    - Physospermopsis (bao gồm cả Haploseseli)
    - Physospermum (bao gồm cả Danaa)
    - Physotrichia
    - Pilopleura
    - Pimpinella (bao gồm cả Albovia, Gymnosciadium, Platyraphe, Reutera, Similisinocarum, Spiroceratium, Trachysciadium, Tragium, Tragoselinum): tiểu hồi cần, tiểu nhân sâm, phòng phong, cần hôi, băng biên
    - Pinacantha
    - Pinda
    - Pituranthos (bao gồm cả Deverra)
    - Pleurospermopsis
    - Pleurospermum (bao gồm cả Pterocyclus)
    - Podistera (bao gồm cả Orumbella)
    - Polemannia
    - Polylophium
    - Polytaenia (bao gồm cả Pleiotaenia)
    - Polyzygus
    - Portenschlagiella (bao gồm cả Portenschlagia)
    - Postiella
    - Prangos (bao gồm cả Cryptodiscus, Koelzella, Neocryptodiscus)
    - Prionosciadium (bao gồm cả Langlassea)
    - Psammogeton
    - Pseudocarum
    - Pseudocymopterus
    - Pseudorlaya
    - Pseudoselinum
    - Pseudotaenidia
    - Pternopetalum (bao gồm cả Cryptotaeniopsis): cách ẩn
    - Pterygopleurum
    - Pteryxia
    - Ptilimnium (bao gồm cả Discopleura, Harperella, Harperia)
    - Ptychotis
    - Pycnocycla
    - Pyramidoptera
    - Registaniella
    - Rhabdosciadium
    - Rhodosciadium (bao gồm cả Deanea)
    - Rhopalosciadium
    - Rhysopterus
    - Ridolfia
    - Rouya
    - Rumia
    - Rupiphila
    - Rutheopsis (bao gồm cả Gliopsis, Ruthea)
    - Sajanella (bao gồm cả Sajania)
    - Saposhnikovia: phòng phong
    - Scaligeria
    - Scandia
    - Scandix (bao gồm cả Scandicium)
    - Schoenolaena
    - Schrenkia
    - Schtschurowskia
    - Schulzia
    - Sclerochorton
    - Sclerotiaria
    - Scrithacola
    - Selinopsis
    - Selinum
    - Semenovia (bao gồm cả Neoplatytaenia, Platytaenia)
    - Seseli (bao gồm cả Elaeopleurum, Libanotis, Lomatopodium, Pseudammi): tây phong cần, nham phong
    - Seselopsis
    - Shoshonea
    - Silaum (bao gồm cả Silaus)
    - Sinocarum: tiểu cần
    - Sinodielsia: điền cần
    - Sinolimprichtia
    - Sison
    - Sium
    - Smyrniopsis
    - Smyrnium
    - Sonderina
    - Spermolepis (bao gồm cả Leptocaulis)
    - Sphaenolobium
    - Sphaerosciadium
    - Sphallerocarpus
    - Sphenocarpus
    - Sphenosciadium
    - Spuriodaucus
    - Spuriopimpinella
    - Stefanoffia
    - Stenocoelium
    - Stewartiella
    - Stoibrax (bao gồm cả Brachyapium, Tragiopsis)
    - Symphyoloma
    - Szovitsia
    - Taenidia
    - Tamamschjania
    - Tauschia (bao gồm cả Deweya, Hesperogenia, Museniopsis)
    - Tetrataenium
    - Thamnosciadium
    - Thapsia (bao gồm cả Kenopleurum)
    - Thaspium
    - Thecocarpus
    - Tilingia
    - Tinguarra
    - Todaroa
    - Tommasinia
    - Tongoloa
    - Tordyliopsis
    - Tordylium (bao gồm cả Synelcosciadium)
    - Torilis: tô li
    - Tornabenea
    - Trachydium
    - Trachyspermum: khồm, hoa khồm
    - Transcaucasia
    - Trepocarpus
    - Tricholaser
    - Trigonosciadium
    - Trinia (bao gồm cả Triniella)
    - Trochiscanthes
    - Turczaninoviella
    - Turgenia
    - Vanasushava
    - Vicatia
    - Vvedenskya
    - Visnaga: vinh ga
    - Xatardia
    - Yabea
    - Zeravschania
    - Zizia
    - Zosima (bao gồm cả Pichleria)

  - Azorelloideae: Khoảng 21 chi/155 loài
    - Asteriscium (bao gồm cả Bustillosia)
    - Azorella (bao gồm cả Apleura, Microsciadium)
    - Bolax
    - Bowlesia
    - Dichosciadium (bao gồm cả Dichopetalum)
    - Dickinsia
    - Diplaspis
    - Diposis
    - Domeykoa
    - Drusa
    - Eremocharis
    - Gymnophyton
    - Homalocarpus
    - Huanaca (bao gồm cả Trisciadium)
    - Laretia
    - Mulinum
    - Oschatzia
    - Pozoa
    - Schizeilema
    - Spananthe
    - Stilbocarpa

  - Mackinlayoideae: Khoảng 10 chi/98 loài
    - Actinotus
    - Apiopetalum
    - Centella (bao gồm cả Trisanthus): rau má
    - Chlaenosciadium
    - Eryngium: mùi tàu, ngò tây, ngò gai
    - Mackinlaya
    - Micropleura
    - Pentapeltis
    - Schoenolaena
    - Xanthosia (có thể bao gồm cả Pentapeltis)

  - Saniculoideae: Khoảng 10-11 chi/355 loài, chia ra làm 2 tông[7], với chi Phlyctidocarpa có thể thuộc về phân họ này.
    - Tông Saniculeae
      - Actinolema
      - Alepidea
      - Arctopus
      - Astrantia
      - Eryngium
      - Hacquetia (bao gồm cả Dondia). Có thể gộp trong chi Sanicula.
      - Petagnaea (đồng nghĩa: Petagnia)
      - Sanicula: sanh cần

    - Tông Steganotaenieae
      - Polemanniopsis
      - Steganotaenia

    - Tông Phlyctidocarpeae
      - Phlyctidocarpa[7][8].

### Các chi loại khỏi họ
- Hydrocotyle[9]
- Neosciadium
- Trachymene (bao gồm cả Uldinia, Dominia, Maidenia)[9]

## Phát sinh chủng loài
Biểu đồ dưới đây vẽ theo APG
|  | Hermas                                                      |
|  |                                                             |
|  | \| \| Saniculoideae \| \| \| \| \| \| Apioideae \| \| \| \| |
|  |                                                             |
|  | Saniculoideae                                               |
|  |                                                             |
|  | Apioideae                                                   |
|  |                                                             |

|  | Saniculoideae |
|  |               |
|  | Apioideae     |
|  |               |

|  | Hermas                                                      |
|  |                                                             |
|  | \| \| Saniculoideae \| \| \| \| \| \| Apioideae \| \| \| \| |
|  |                                                             |
|  | Saniculoideae                                               |
|  |                                                             |
|  | Apioideae                                                   |
|  |                                                             |

|  | Saniculoideae |
|  |               |
|  | Apioideae     |
|  |               |

|  | Hermas                                                      |
|  |                                                             |
|  | \| \| Saniculoideae \| \| \| \| \| \| Apioideae \| \| \| \| |
|  |                                                             |
|  | Saniculoideae                                               |
|  |                                                             |
|  | Apioideae                                                   |
|  |                                                             |

|  | Saniculoideae |
|  |               |
|  | Apioideae     |
|  |               |

|  | Hermas                                                      |
|  |                                                             |
|  | \| \| Saniculoideae \| \| \| \| \| \| Apioideae \| \| \| \| |
|  |                                                             |
|  | Saniculoideae                                               |
|  |                                                             |
|  | Apioideae                                                   |
|  |                                                             |

|  | Saniculoideae |
|  |               |
|  | Apioideae     |
|  |               |

|  | Hermas                                                      |
|  |                                                             |
|  | \| \| Saniculoideae \| \| \| \| \| \| Apioideae \| \| \| \| |
|  |                                                             |
|  | Saniculoideae                                               |
|  |                                                             |
|  | Apioideae                                                   |
|  |                                                             |

|  | Saniculoideae |
|  |               |
|  | Apioideae     |
|  |               |

|  | Hermas                                                      |
|  |                                                             |
|  | \| \| Saniculoideae \| \| \| \| \| \| Apioideae \| \| \| \| |
|  |                                                             |
|  | Saniculoideae                                               |
|  |                                                             |
|  | Apioideae                                                   |
|  |                                                             |

|  | Saniculoideae |
|  |               |
|  | Apioideae     |
|  |               |

|  | Hermas                                                      |
|  |                                                             |
|  | \| \| Saniculoideae \| \| \| \| \| \| Apioideae \| \| \| \| |
|  |                                                             |
|  | Saniculoideae                                               |
|  |                                                             |
|  | Apioideae                                                   |
|  |                                                             |

|  | Saniculoideae |
|  |               |
|  | Apioideae     |
|  |               |

|  | Hermas                                                      |
|  |                                                             |
|  | \| \| Saniculoideae \| \| \| \| \| \| Apioideae \| \| \| \| |
|  |                                                             |
|  | Saniculoideae                                               |
|  |                                                             |
|  | Apioideae                                                   |
|  |                                                             |

|  | Saniculoideae |
|  |               |
|  | Apioideae     |
|  |               |